# Сирый, Василий Яковлевич
Василий Яковлевич Сирый (5 октября 1928, село Кременная, Городокский район, Хмельницкая область — 12 октября 2006) — бригадир колхоза «Украина» Городокского района Хмельницкой области. Герой Социалистического Труда (12.04.1979).

## Биография
В 1928 году в селе Кременная в крестьянской семье родился Василий Сирый. Окончил школу и Новоушицкий техникум механизации сельского хозяйства. Проходил службу в рядах Вооружённых сил СССР.
После службы в армии вернулся в родное село, трудоустроился в колхоз «Украина». Два года проработал на машинно-тракторной станции, а затем стал бригадиром тракторной бригады.
Указом от 12 апреля 1979 года за достижения высоких производственных результатов Василий Сирый был удостоен звания Герой Социалистического Труда с вручением ордена Ленина и золотой медали «Серп и Молот».
Трудовой стаж Василия Яковлевича составил 34 года.
Умер 12 октября 2006 года.

## Награды
Имеет следующие награды, за трудовые успехи:
- Герой Социалистического Труда (12.04.1979);
- Орден Ленина (08.04.1971);
- Орден Ленина (12.04.1979);
- Орден Трудового Красного Знамени (30.04.1966).